# Ny Sverige
Ny Sverige (svensk: Nya Sverige, finsk: Uusi-Ruotsi) var en svensk koloni langs Delawarefloden på den midtatlantiske kyst af Nordamerika fra 1638 til 1655. Fort Christina, nu i Wilmington, Delaware, var den første bosættelse. Ny Sverige bestod af dele af de nutidige amerikanske delstater Delaware, Maryland, New Jersey og Pennsylvania. Udover svenskere og finner var der et stort antal nederlændere. Der kom også nogle tyskere som soldater i den svenske hær.

## Den første kolonisering
Sverige havde under Trediveårskrigen fået et stadigt større behov for indtægter til at finansiere felttog. En udvej var at underlægge sig områder, hvor Sverige kunne få privilegier på handel og toldindkrævning; dette var i starten særligt effektivt i Nordtyskland og Baltikum. Et alternativ som mange lande forsøgte på i 1600-tallet, var at skaffe sig oversøiske kolonier. I 1636 blev der dannet et svensk-nederlandsk kompagni der skulle etablere svenske kolonier og handelsstationer i Nordamerika. Det blev finansieret af nederlandske købmænd og højadelige svenskere. Etableringen var et paradoks, siden de svenske kolonier i Nordamerika kom til at ligge i konflikt med nederlænderne.
Kompagniet sendte to skibe af sted, bemandingen var svenskere og nederlændere. Lederen for ekspeditionen var nederlænderen Peter Minuit, han var godt kendt i Nordamerika, og som i 1624 havde købt Manhattan fra indianerne for lidt tøj, nogen glasperler og en flaske brændevin.
Efter at have sejlet over Atlanterhavet købte ekspeditionen i 1638 land fra indianerne ved Delaware-floden, som blev kaldt for Nye Sverige eller Nova Suecia. Ekspeditionen var så svagt bemandet at samarbejdet med indianerne blev livsnødvendig. Der blev bygget et fort ved Minquas Kill, hvilket var til stor irritation for de nederlandske nabokolonister. Dette fort blev kaldt Fort Christina efter den daværende svenske dronning.